# Czesław Marcol
Czesław Bolesław Marcol, znany w USA jako Chester Marcol (ur. 24 października 1949 w Opolu) – polski gracz ligi NFL.

## Życiorys
Grał na pozycji placekickera w Green Bay Packers i Houston Oilers. Absolwent Imlay City High School w Michigan i uniwersytetu Hillsdale College, gdzie w latach 1969, 1970 i 1971 został wybrany Najlepszym zawodnikiem akademickiego związku sportowego NAIA na swojej pozycji (NAIA All-American).

### Kariera w NFL
W 1972 został wybrany w drugiej rundzie Draftu przez drużynę Green Bay Packers. W swoim pierwszym sezonie zdobył 128 punktów i został wybrany Pierwszoroczniakiem roku konferencji NFC i Najlepszym zawodnikiem ligi NFL na swojej pozycji (All-Pro). W 1974 zdobył ponownie tytuł All-Pro. W 1972 i 1974 brał udział w pokazowym meczu obydwu konferencji, Pro Bowl. W tych samych latach był zawodnikiem który zdobył najwięcej punktów w lidze NFL.
W 1987 został wybrany do Galerii Sławy Green Bay Packers.